# ルカ・サントノキート
ルカ・サントノキート（Luca Santonocito, 1991年2月11日 - ）はイタリア、マリアーノ・コメンセ出身のサッカー選手。ASDファンフッラ所属。ポジションはミッドフィールダー。

## タイトル
モンツァ
- セリエD: 2016-17